# コミック三国志マガジン
『コミック三国志マガジン』（コミックさんごくしマガジン）は、メディアファクトリー編集・発行の、三国志を題材とする漫画を専門に掲載している漫画雑誌。
なお、第1号は「蒼天已死号」、第2号は「天下三分之計号」、第3号は「白眉最良号」の副題が付けられていたが、Vol.4以降は廃止され通常の号数表示となった。

## 概要
2005年1月28日に同社刊『ダ・ヴィンチ』増刊として発刊し、Vol.4以降は『コミックフラッパー』の増刊となる。2007年5月末発売のVol.15まで隔月ペースで刊行されたが、この号を最後に紙媒体での発行を終了した。その後、同年9月よりウェブコミック誌へ移行し、Yahoo!コミック内で隔週木曜日に新作を配信していた。
2009年11月に定期配信が終了し、一部の連載作品はメディアファクトリーが同月に配信開始したウェブコミック誌『コミックヒストリア』に受け継がれたが、こちらも2011年5月に配信が終了した。
姉妹誌に、同じく『コミックフラッパー』の増刊としてVol.3まで発行された『コミック戦国マガジン』がある。

## 掲載作品

### 連載作品
- 百花三国志（正子公也）蒼天已死号（Vol.1）から白眉最良号（Vol.3）まで連載。
- 曹操孟徳正伝（大西巷一） 蒼天已死号（Vol.1）からVol.10まで連載。主役は曹操。
- 三国志群雄伝 火鳳燎原（陳某） 蒼天已死号（Vol.1）から連載。
- 三国志新聞（大澤良貴） 蒼天已死号（Vol.1）から連載。
- うまなみ三国志（原作：大澤良貴、作画：荒木風羽） 蒼天已死号（Vol.1）から連載。
- 随筆三国志（大澤良貴）蒼天已死号（Vol.1）から連載。
- 江南行（佐々木泉）蒼天已死号（Vol.1）から隔号連載。主役は魯粛。
- 関羽、出陣！（島崎譲）天下三分計号（Vol.2）からVol.6まで連載。主役は関羽。
- STOP！劉備くん！（白井恵理子）白眉最良号（Vol.3）から連載。
- アレ国志（末弘）白眉最良号（Vol.3）から連載。
- 三マガ式 三国志人物伝（イラスト：大宮司雅子）Vol.6からVol.8まで連載。
- 三国志名言譚（原作：寺島優、作画：末弘）Vol.6からVol.12まで連載。語り部は羅貫中。
- チャレンジ三国志（にしかわたく）Vol.6からVol.7まで連載
- 呂布が起つ！（島崎譲）Vol.7からVol.12まで連載。主役は呂布。
- 原色武将図絵（中井覺、陳某、翁子揚）Vol.8からVol.14まで連載。
- 鋼鉄三国志（作画：KYO 原案：鋼鉄三国志製作委員会）Vol.12から連載。
- 明珠銀屏（翁子揚）Vol.13からVol.14まで連載。主役は関銀屏。
- 三国志のアンカー達（島崎晋）
- 雲漢遥かに―趙雲伝―（黄十浪）主役は趙雲。
- 蜀の甘寧（中島三千恒）主役は甘寧と法正。
- 説三分（佐々木泉）主役は魯粛。
- 三国遊戯タオテン（田代琢也）主役は典韋。
- 赤壁ストライブ（中島三千恒）主役は孫権。
- 魏志文帝紀 建安マエストロ!（中島三千恒）主役は曹丕。

### 読み切り作品
- 子龍奮迅（原作：夏秋のぞみ、作画：SHINYA）蒼天已死号（Vol.1）に掲載。主役は趙雲。
- 禰衡咆哮（天真楼亮一）蒼天已死号（Vol.1）に掲載。主役は禰衡。
- 庖人伝（原案・料理監修：神保龍太、作画：浅見淳）天下三分計号（Vol.2）に掲載。
- 華関索伝（天真楼亮一）天下三分計号（Vol.2）に掲載。主役は関索。
- 決戦 ～陸抗VS羊祜～（原作：大澤良貴、作画：末弘）天下三分計号（Vol.2）に掲載。主役は陸抗と羊祜。
- 巌のごとく（志水アキ）白眉最良号（Vol.3）に掲載。主役は黄忠と趙雲。
- 蔡文姫伝～遠い音色～（閑乃路夕華）白眉最良号（Vol.3）に掲載。主役は蔡文姫。
- 封神三国志（田巻久雄）白眉最良号（Vol.3）に掲載。主役は孫夫人。
- 碧眼皇帝～孫権伝～（天真楼亮一）Vol.4に掲載。主役は孫権。
- 牛と呼ばれた男～典韋伝～（蛭田未来雄＆ダイナミックプロ）Vol.4に掲載。主役は典韋。
- 伏龍、天ヲ窺ウ～孔明伝～（十巻豊）Vol.4に掲載。主役は諸葛亮と曹操。
- 滅びの花～何晏伝～（宮野将一）Vol.4に掲載。主役は何晏。
- 決戦 ～逃げろ玄徳～（原案：黒田タケフミ、原作：大澤良貴、作画：末弘）Vol.4に掲載。主役は劉備。
- クラブ劉備（閑乃路夕華）Vol.4に掲載。主役は劉備。
- 赤壁新風（翁子揚）Vol.5に掲載。
- 赤壁の戦い（李志清）Vol.5に掲載。
- 瞼の楽土～鍾会伝～（志水アキ）Vol.5に掲載。主役は鍾会。
- 張飛翼徳 世にはばかる（日高建男）Vol.5に掲載。主役は張飛。
- サンゴクシにあこがれて（アキヨシカズタカ）Vol.6に掲載。
- 最後の親征（原作：大澤良貴、作画：閑乃路夕華）Vol.6に掲載。主役は曹髦。
- 角の夢（原作：杜棋、作画：中島三千恒）Vol.7に掲載。主役は魏延。
- 月下相克（矢口岳）Vol.8に掲載。主役は孫策と太史慈。
- 元譲追撃（黄十浪）Vol.8に掲載。主役は夏侯惇。
- 忠義問答（立花未来雄＆ダイナミックプロ）Vol.8に掲載。主役は趙雲と許褚。
- 彷徨う鈴影（志水アキ）Vol.9に掲載。主役は甘寧。
- 諸葛の魔陣（原案協力：黒田タケフミ、作画：こしじまかずとも）Vol.9に掲載。主役は諸葛亮。
- 大不忠者～沮授伝～（原作：大澤良貴、作画：黄十浪）Vol.9に掲載。主役は沮授。
- 社稷の臣（中島三千恒）Vol.9に掲載。主役は陸遜。
- 官渡大戦（立花未来雄＆ダイナミックプロ）Vol.10に掲載。
- 悪夢（加倉井ミサイル）Vol.10に掲載。主役は曹操と荀彧。
- 袁家かく戦えり（黄十浪）Vol.10に掲載。主役は袁譚、袁熙、袁尚。
- 風に帰す～呉範伝～（繁泉光太郎）Vol.10に掲載。主役は呉範。
- 夷陵に想い燃ゆ（倭日向）Vol.10に掲載。主役は孫尚香。
- 錦の言葉（閑乃路夕華）Vol.10に掲載。主役は姜維と馬超。
- 異郷の草（志水アキ）Vol.11に掲載。主役は孟獲。
- 苦寒行（加倉井ミサイル）Vol.11に掲載。主役は曹操。
- 桃園異聞（黄十浪）Vol.11に掲載。主役は劉備、関羽、張飛。
- 凶相（こしじまかずとも）Vol.11に掲載。主役は諸葛亮。
- 子竜と飛燕（こしじまかずとも）Vol.12に掲載。主役は趙雲と張燕。
- 兄弟詠～曹丕と曹植～（加倉井ミサイル）Vol.12に掲載。主役は曹丕と曹植。
- ハイバチュン（倭日向）Vol.12に掲載。主役は徴姉妹。
- 欺瞞の儒雅（中島三千恒）Vol.12に掲載。主役は王異。
- 黄河の一滴（志水アキ）Vol.13に掲載。主役は簡雍。
- 四海無双（黄十浪）Vol.13に掲載。主役は張遼。
- 白地将軍（中島三千恒）Vol.13に掲載。主役は夏侯淵。
- 疵（立花未来雄＆ダイナミックプロ）Vol.13に掲載。主役は周泰。
- 蛮 -The Wild-（後藤舞）Vol.13に掲載。主役は孟獲。
- 三国志大戦はじめました。（夜櫻明影）Vol.14に掲載。
- セガに行って三国志大戦を遊んでみよう!!（末弘）Vol.14に掲載。
- 漢の意地（黄十浪）Vol.14に掲載。主役は羅憲。
- 趙広伝―神農憐悲―（閑乃路夕華）Vol.14に掲載。主役は趙広。
- 親魏倭王（倭日向）Vol.14に掲載。主役は卑弥呼。
- 不是人―呂布奉先 野獣の誕生―（陳某）Vol.14に掲載。主役は呂布。
- 仏の顔も三顧まで（トミイ大塚）Vol.15に掲載。主役は諸葛亮。
- 剛毅木訥、仁に近し（中島三千恒）Vol.15に掲載。主役は王平。
- 決戦 ～誤算！（原作：大澤良貴、作画：黄十浪）Vol.15に掲載。主役は袁術。